# Julian Jarrold
Julian Jarrold, född 15 maj 1960 i Norwich, är en brittisk filmregissör. 

## Filmografi (urval)
- 1997 Art of murder (Painted Lady)
- 1999 All the King's Men
- 1999 Great Expectations
- 2002 Brott och straff (Crime and Punishment)
- 2004 Anonymous Rex
- 2005 Kinky Boots
- 2007 En ung Jane Austen (Becoming Jane)
- 2008 En förlorad värld (Brideshead Revisited)
- 2009 Red Riding: 1974
- 2023 The Good Mothers